# 抵当権の消滅
抵当権の消滅（ていとうけん の しょうめつ）とは、民法学の概念で、文字通り抵当権が消滅する現象一般を指し示す用語である。どのような場合に消滅するか、その消滅原因が問題になる。なお、民法第2編物権第10章第3節の名称は「抵当権の消滅」であるが、抵当権の消滅事由すべてがその節の条文に網羅されているわけではない。
- 民法は、以下で条数のみ記載する。

## 付従性による消滅
被担保債権の全部につき弁済があった場合は、抵当権は消滅する。これを抵当権の付従性（附従性）という。なお、抵当権には不可分性があるため（372条、296条）、被担保債権の一部につき弁済があったにすぎない場合においては、抵当権者は引き続き目的物の全部につき権利を行使することが可能である。

## 時効による消滅
被担保債権が時効により消滅した場合にも、抵当権は消滅する。また抵当不動産につき取得時効が成立した場合にも抵当権は消滅する。抵当権には随伴性が認められているものの、時効取得は承継取得ではなく原始取得であるからである。
また、抵当権も「債権又は所有権以外の財産権」として被担保債権とは独自に20年の消滅時効にかかるが（第167条第2項）、債務者及び抵当権設定者に対しては、その担保する債権と同時でなければ、時効によって消滅しないとされる（396条）。
抵当権の負担のある不動産を取得した第三取得者は、当事者に当たり抵当権の被担保債権の消滅時効を援用できるとされる（第145条、最判昭和48年12月14日）。
抵当不動産を第三者が時効取得した場合も抵当権が消滅する（397条）。

## 代価弁済による消滅
代価弁済（だいかべんさい）とは、抵当不動産について所有権又は地上権を買い受けた第三者が、抵当権者の請求に応じてその抵当権者にその代価を弁済したときは、抵当権はその第三者のために消滅するという制度である（第378条）。後述の抵当権消滅請求との違いは、抵当権者側が抵当権の消滅を主導することである。

## 抵当権消滅請求による消滅
抵当権消滅請求（ていとうけんしょうめつせいきゅう）とは、抵当不動産について所有権を取得した第三者が、第383条の規定により、同条3号の代価又は金額を抵当権者に提供して抵当権の消滅を請求できる制度のことをいう（379条）。上述の代価弁済制度との違いは、抵当不動産の第三取得者側が主導的に手続を開始することである。

　抵当権消滅請求の制度は、平成15年（2003年）法律第134号による民法の改正により、従来の滌除（てきじょ）に代わるものとして創設されたものである。

### 抵当権消滅請求における第三取得者の権利及び義務
第三取得者とは、抵当不動産について所有権を取得した第三者の事をいう。

　不動産売買は、当該契約の締結した時点で所有権が移転するのが原則である（176条、但し特約で別段の合意は可能）。

　抵当権消滅請求の制度は、第三取得者を保護するための制度であるから、主たる債務者、保証人及びこれらの者の承継人は、抵当権消滅請求をすることができない（第380条）。

　また、抵当権者の地位の安定のため、抵当不動産の停止条件付第三取得者は、その停止条件の成否が未定である間は、抵当権消滅請求をすることができない（381条）。

　抵当権消滅請求の手続きとしては、登記をした各債権者に対し、383条各号に掲げる書面を送付する必要がある（第383条）。
- 第三取得者の権利

不動産は売買契約の成立と同時に、原則当該契約に基づき抵当権の負担のついた所有権を取得する。
- 第三取得者の義務

1. 代価弁済に必要な文書に関する一切の手続をする義務を負う。
2. 抵当権消滅に必要な代価を直接確認する義務を負う。債権者の確認書の取得を必要とする。
3. 取得の原因及び年月日、譲渡人及び取得者の氏名及び住所並びに抵当不動産の性質、所在、及び代価その他取得者の負担を記載した書面
4. 抵当不動産に関する登記事項証明書（現に効力を有する登記事項のすべてを証明したものに限る）
5. 債権者が2ヶ月以内に抵当権を実行して競売の申立をしないときは、抵当不動産の第三取得者が１に規定する代価又は特に指定した金額を債権の順位に従って弁済し又は供託すべき旨を記載した書面

抵当権請求の時期的限界：

　抵当権の実行としての競売による差押えの効力が発生する前に抵当権消滅の請求をしなければならない（382条）。
登記をしたすべての債権者が抵当不動産の第三取得者の提供した代価又は金額を承諾し、かつ、抵当不動産の第三取得者がその承諾を得た代価又は金額を払い渡し又は供託したときは、抵当権は、消滅する（第386条）。債権者のみなし承諾規定の存在につき384条参照。